# Kremlin de Nizhni Nóvgorod
El Kremlin de Nizhni Nóvgorod (del ruso: Нижегородский кремль) es una fortaleza situada en el centro histórico de Nizhni Nóvgorod, Rusia.

## Historia

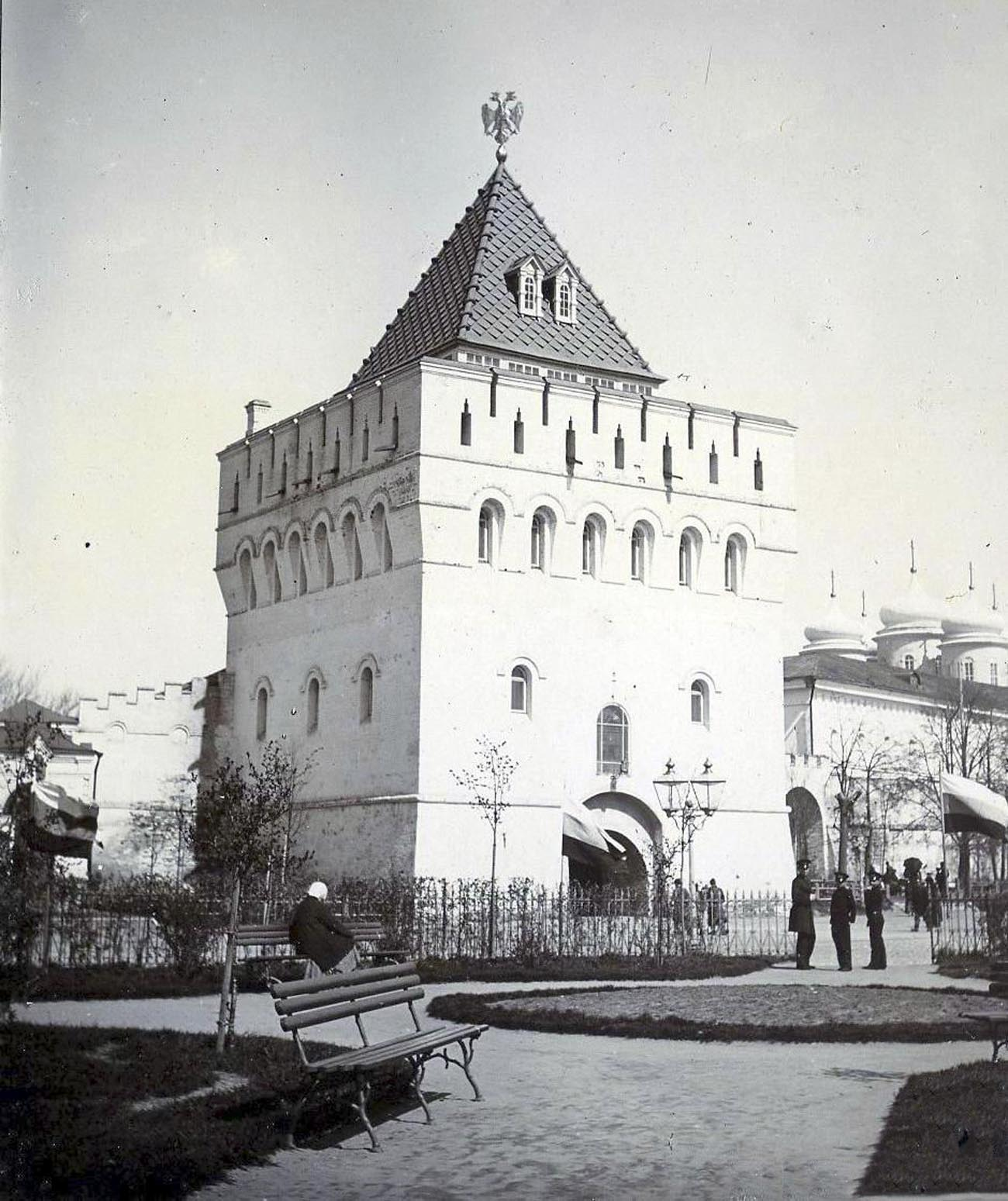
La Torre de San Demetrio en el Kremlin de Nizhni Nóvgorod.

El primer intento de sustituir el fuerte de madera original del kremlin data de 1374, pero la construcción se limitó a una única torre, conocida como Torre de San Demetrio (que no ha sobrevivido hasta nuestros días). Durante el reino de Iván III, Nizhni Nóvgorod desempeñó el papel de ciudad guardia con un ejército permanente, y servía como un lugar de reunión de tropas en las acciones de Moscú contra el Kanato de Kazán. Para fortalecer las defensas de la ciudad, se construyeron unas nuevas murallas.
La construcción del kremlin de piedra de Nizhni Nóvgorod comenzó en 1500 con la Torre de San Juan, pero las obras principales empezaron en 1508 y en 1515 se completó el grandioso edificio. En 1513 hubo un gran incendio que destruyó las antiguas fortificaciones, que consistían en murallas de roble. La muralla tenía dos kilómetros de longitud y estaba reforzada por trece torres (una de ellas, de la Concepción, en la orilla del Volga, no conservada). La "Ciudad de Piedra" tenía una guarnición permanente con armas de artillería. Con la caída de Kazán, el Kremlin de Nizhni Nóvgorod perdió su importancia militar, y posteriormente albergó las autoridades de la ciudad, principados, y provincias.

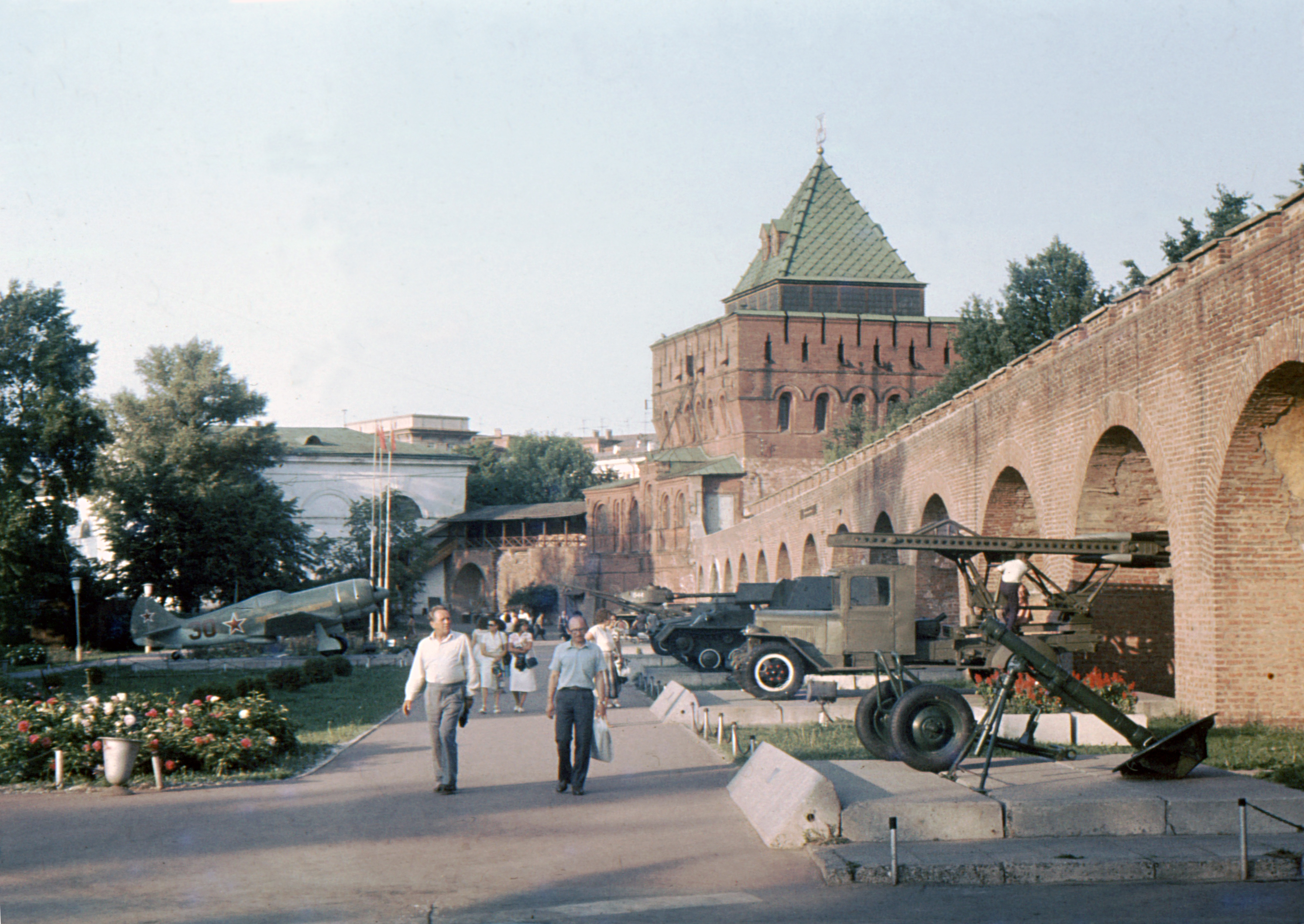
Memorial “¡Gorky por el frente!” en el territorio del Kremlin entre la torre de San Demetrio y la torre de la Despensa. 1986

Durante la Segunda Guerra Mundial, los techos del Secreto, el Norte y del Reloj Torres fueron desmantelados y se instalaron ametralladoras antiaéreas en las plataformas superiores. Así, la fortaleza defendió el espacio aéreo de la ciudad desde la Luftwaffe. Los pilotos nazis intentaron bombardear el puente de Kanavinski y la Feria, pero la defensa aérea del Kremlin defendió estos objetos.
El 30 de enero de 1949 el Consejo de Ministros de la República Socialista Federativa Soviética de Rusia emitió una orden para la restauración del Kremlin de Nizhni Nóvgorod.
En octubre de 2018, los arqueólogos descubrieron los restos de un asentamiento medieval y cementerio en el sitio de la iglesia destruida de St. Simeon Stylite. Los hallazgos pertenecen al siglo XIII, y la capa cultural más antigua, hasta 1221, cuando se fundó Nizhni Nóvgorod. Después de todas las excavaciones, las exhibiciones serán museificadas, y la iglesia de San Simeón Stylite, será recreada en este lugar.

## Torres

Las torres del Kremlin de Nizhny Nóvgorod

Actualmente se conservan doce de las trece torres del Kremlin. Son, en sentido contrario a las agujas del reloj:
1. Torre de San Jorge
2. Torre de San Boris y Gleb (destruida por un deslizamiento de tierra en el siglo XVIII, restaurado en el año 1972)
3. Torre de la Concepción (destruida por un deslizamiento de tierra en el siglo XVIII, restaurado en el año 2012)
4. Torre Blanca
5. Torre de San Juan
6. Torre del Reloj
7. Torre Norte
8. Torre Secreto
9. Torre del yugo de lechera
10. Torre de San Nicolás
11. Torre Despensa
12. Torre de San Demetrio
13. Torre de la Pólvora

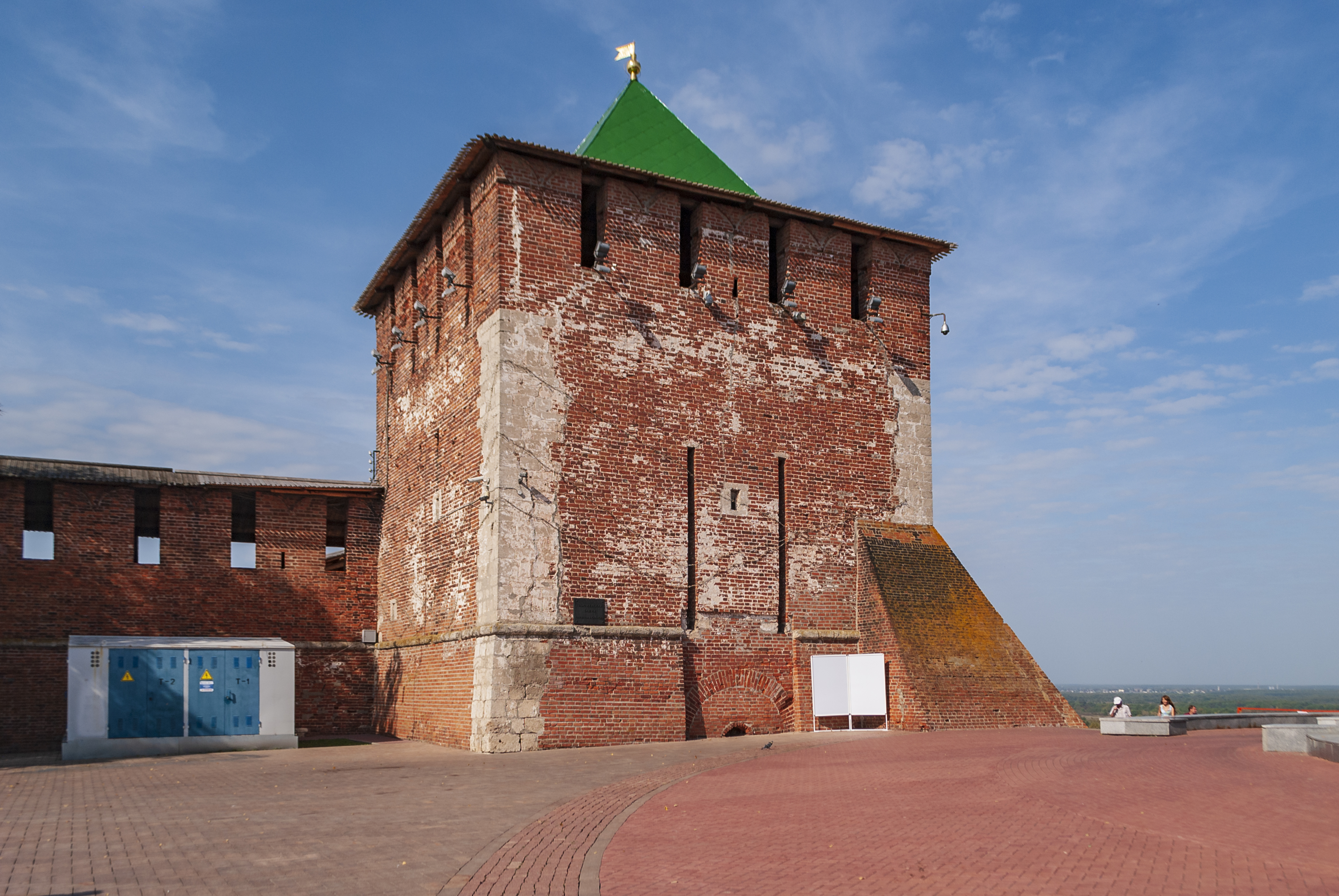
Torre de San Jorge Georgievskaya Георгиевская
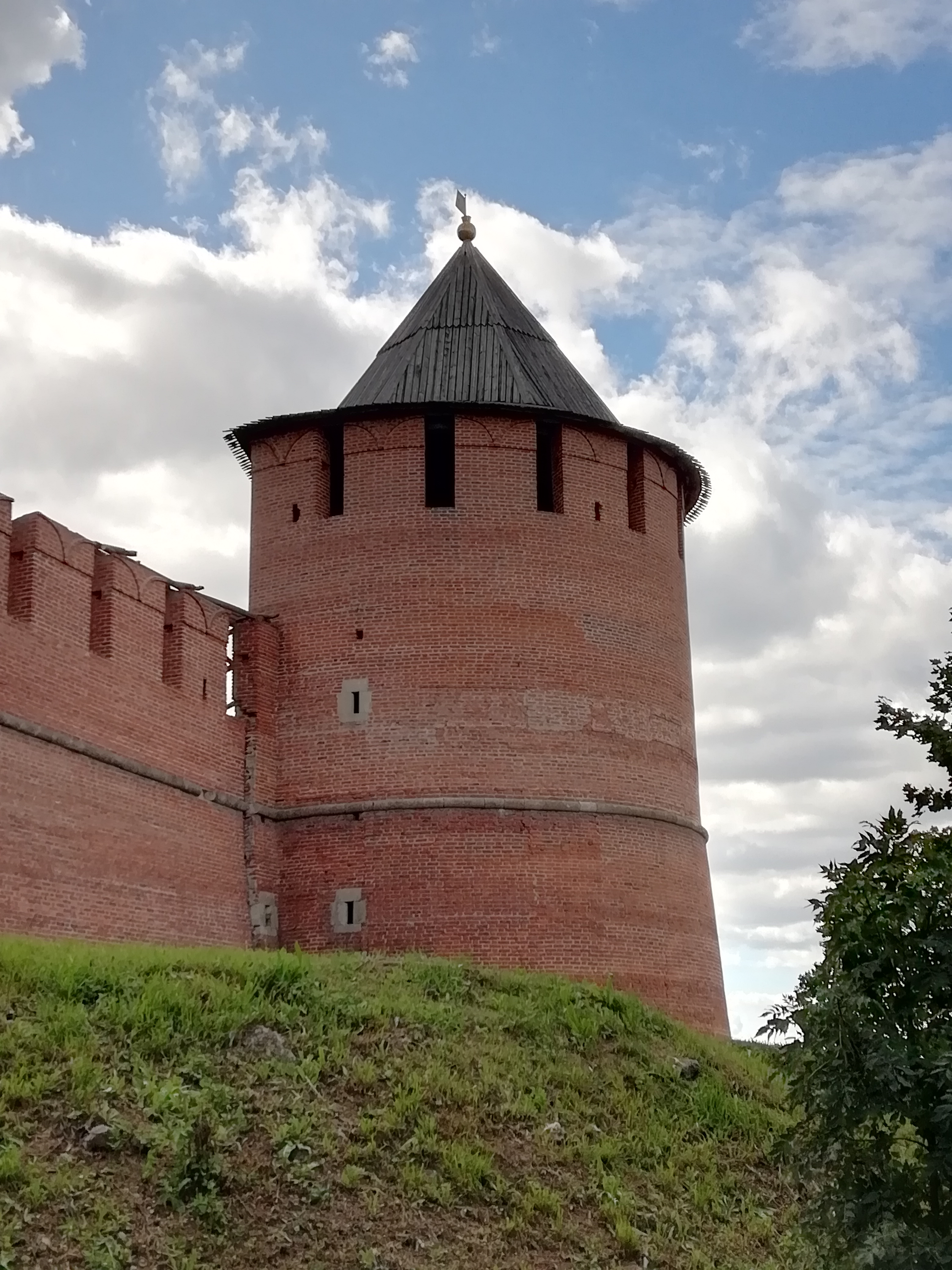
Torre de San Boris y Gleb Borisoglebskaya Борисоглебская
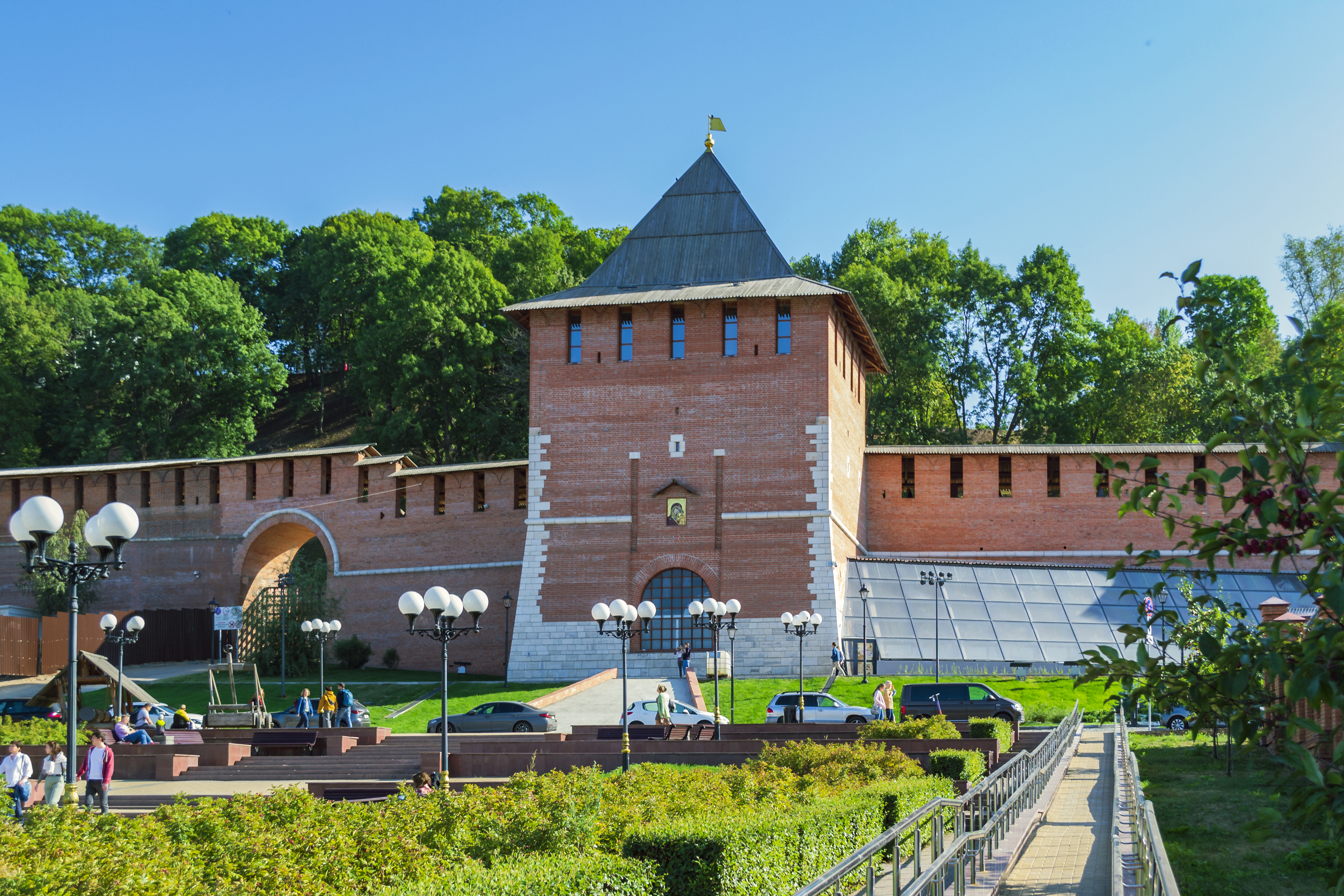
Torre de la Concepción Zachatskaya Зачатская
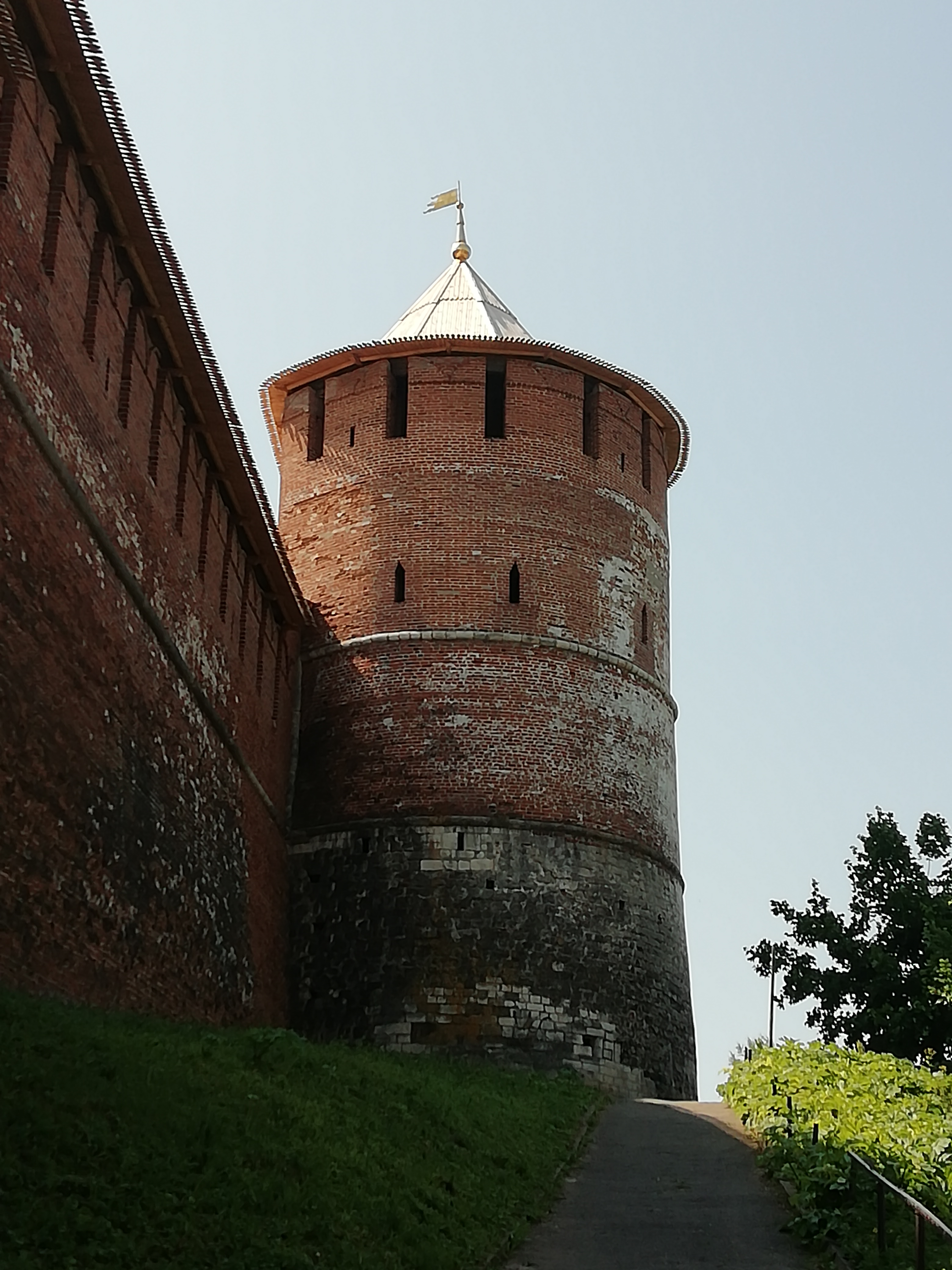
Torre Blanca Belaya Белая
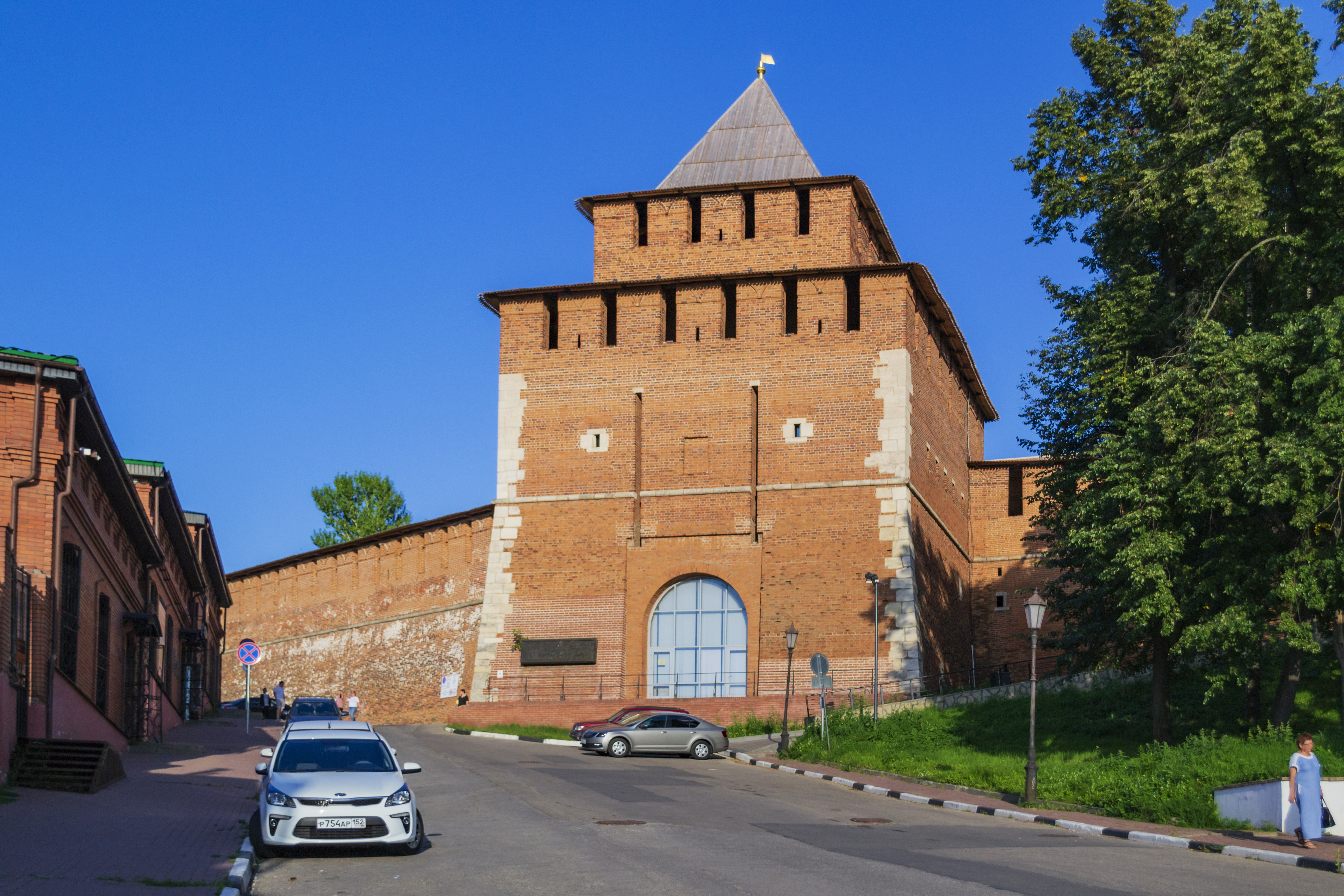
Torre de San Juan Ivanovskaya Ивановская
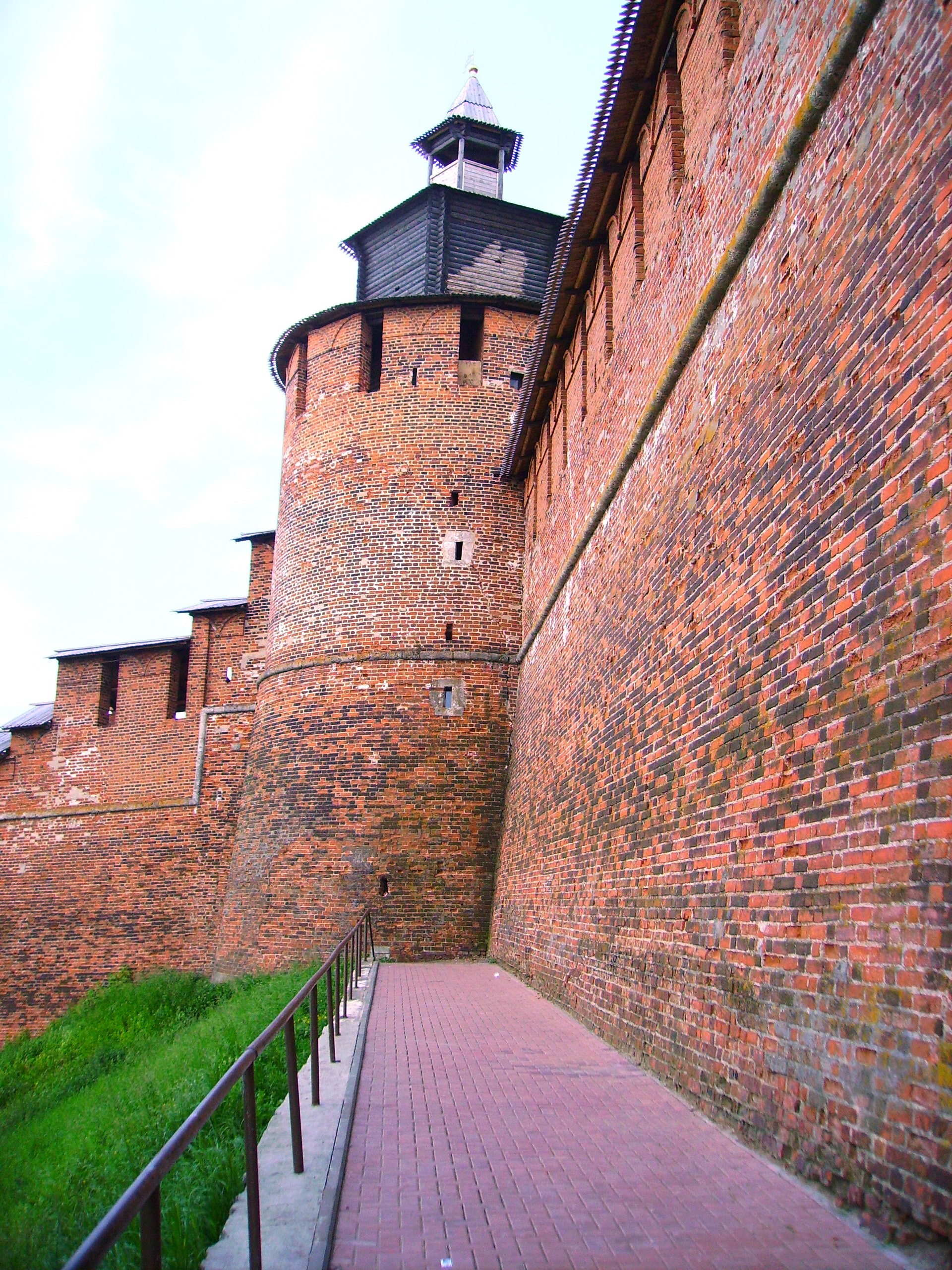
Torre del Reloj Chasovaya Часовая
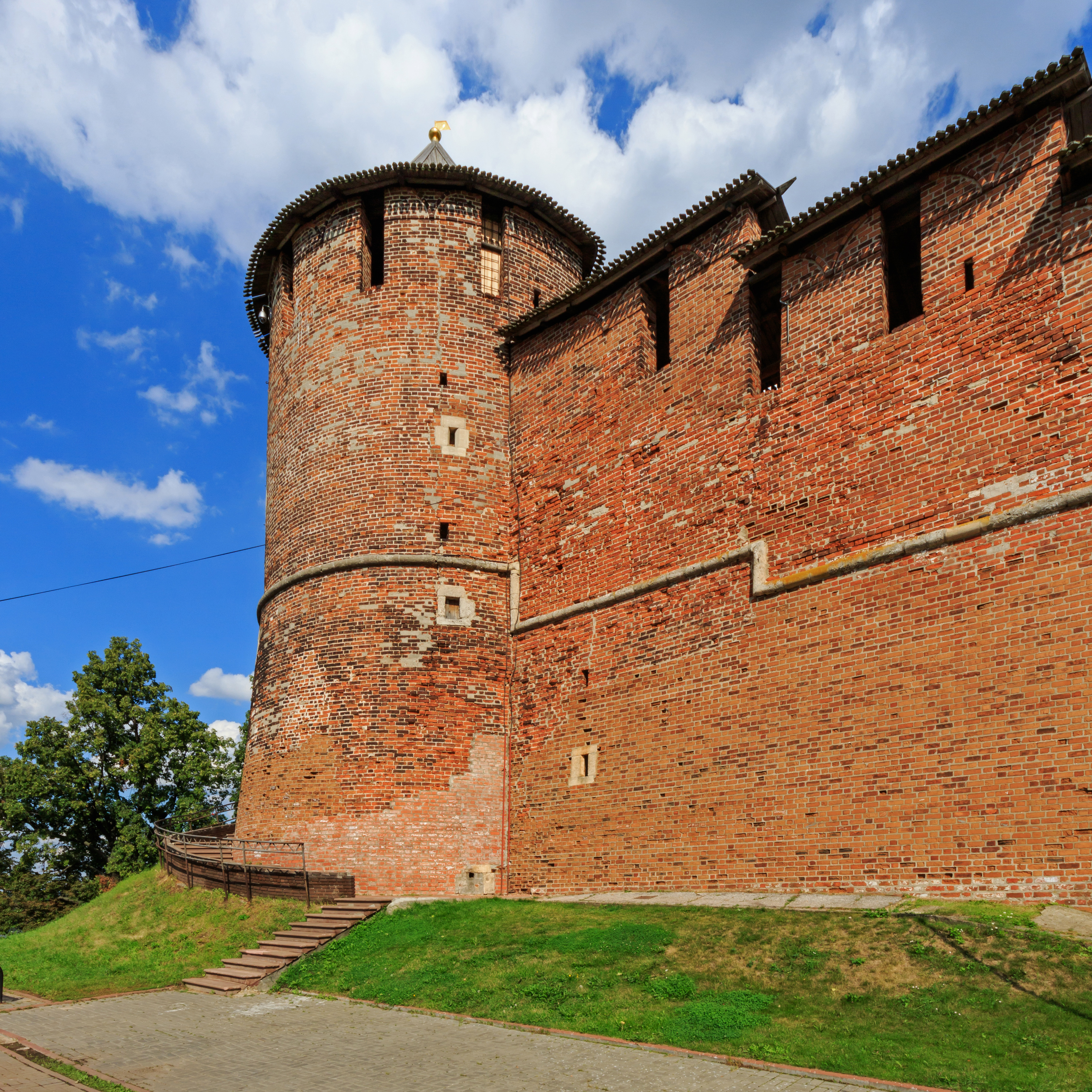
Torre Norte Severnaya Северная
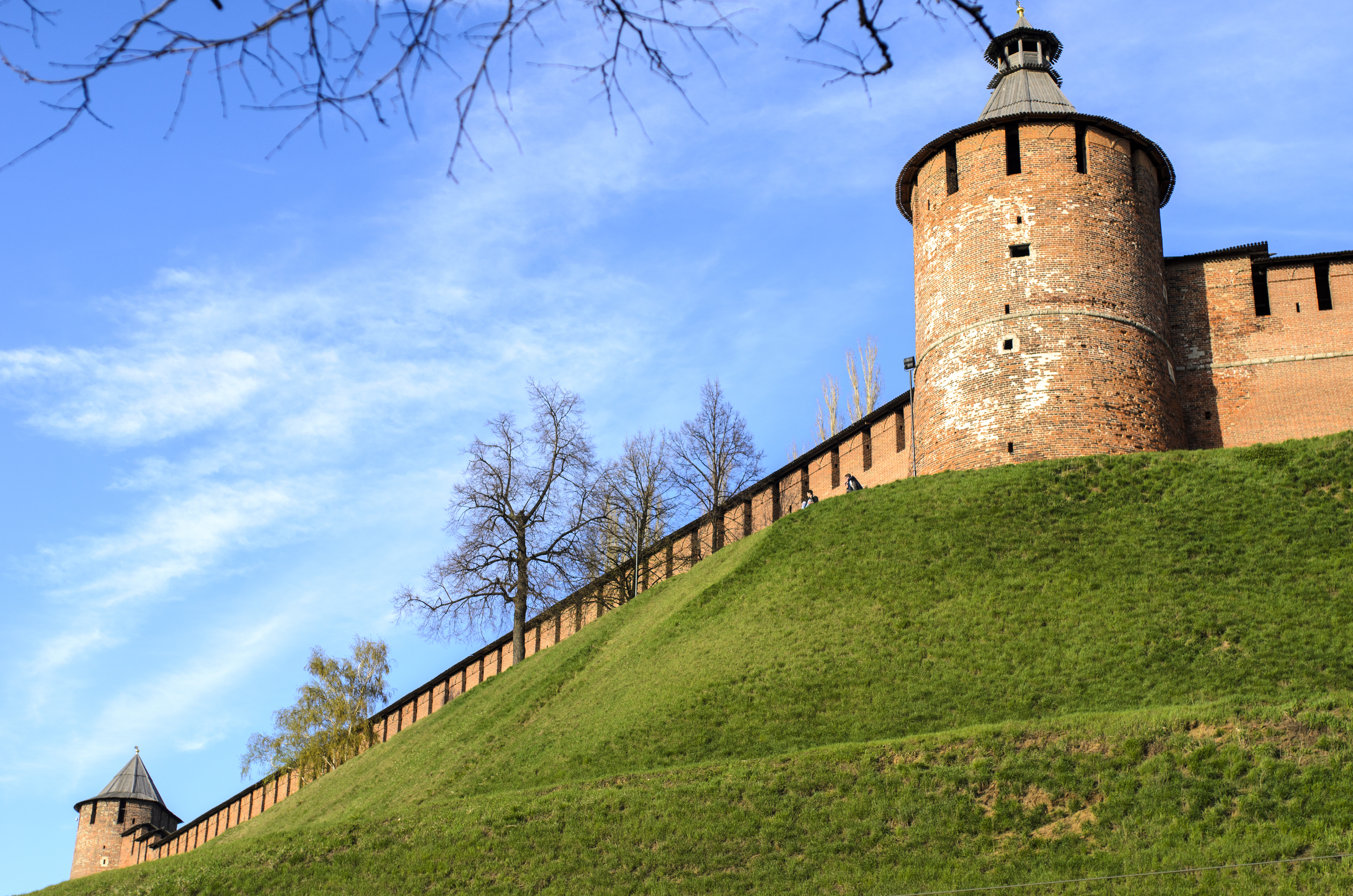
Torre Secreto Taynitskaya Тайницкая
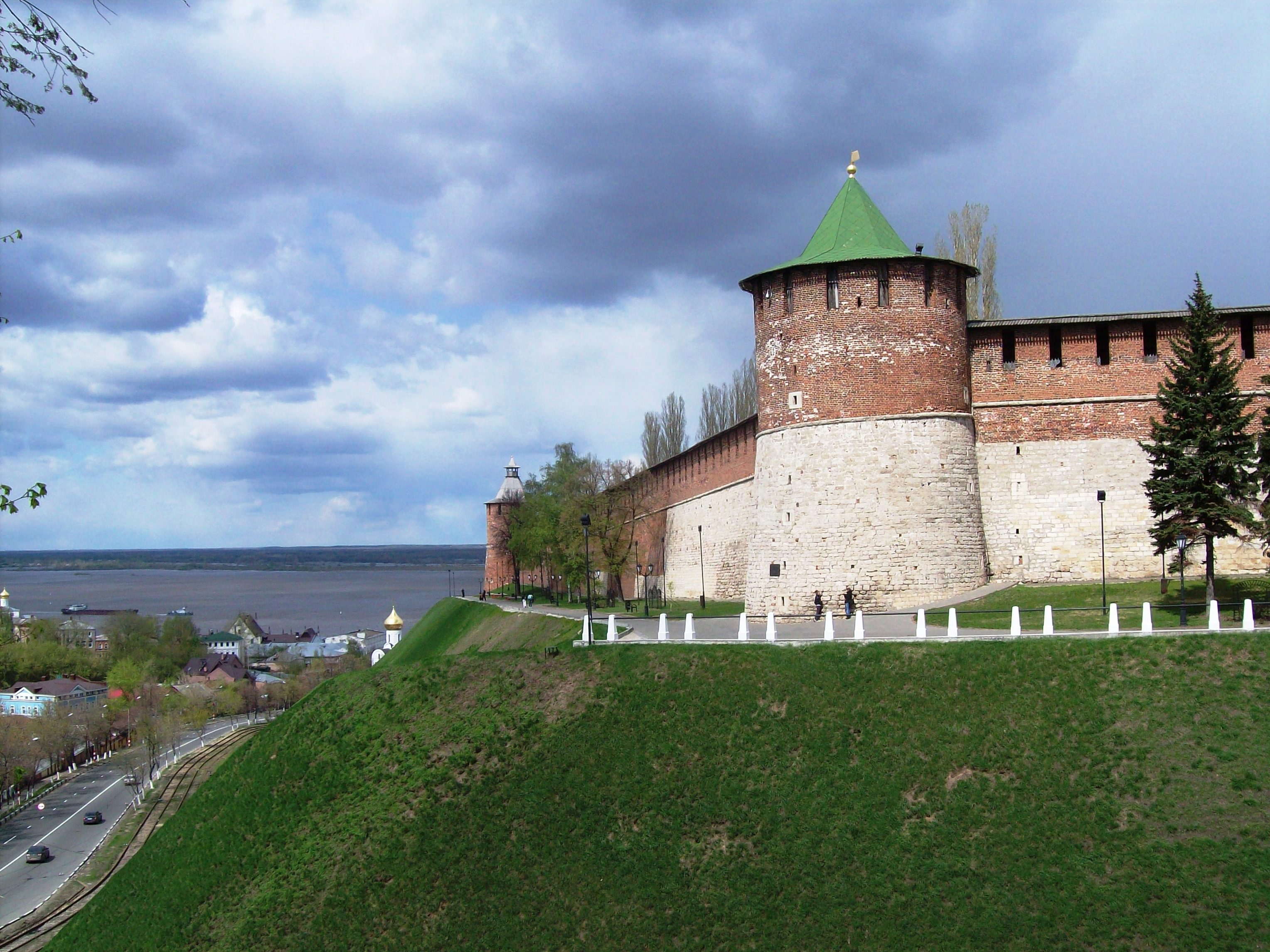
Torre Yugo Koromyslova Коромыслова
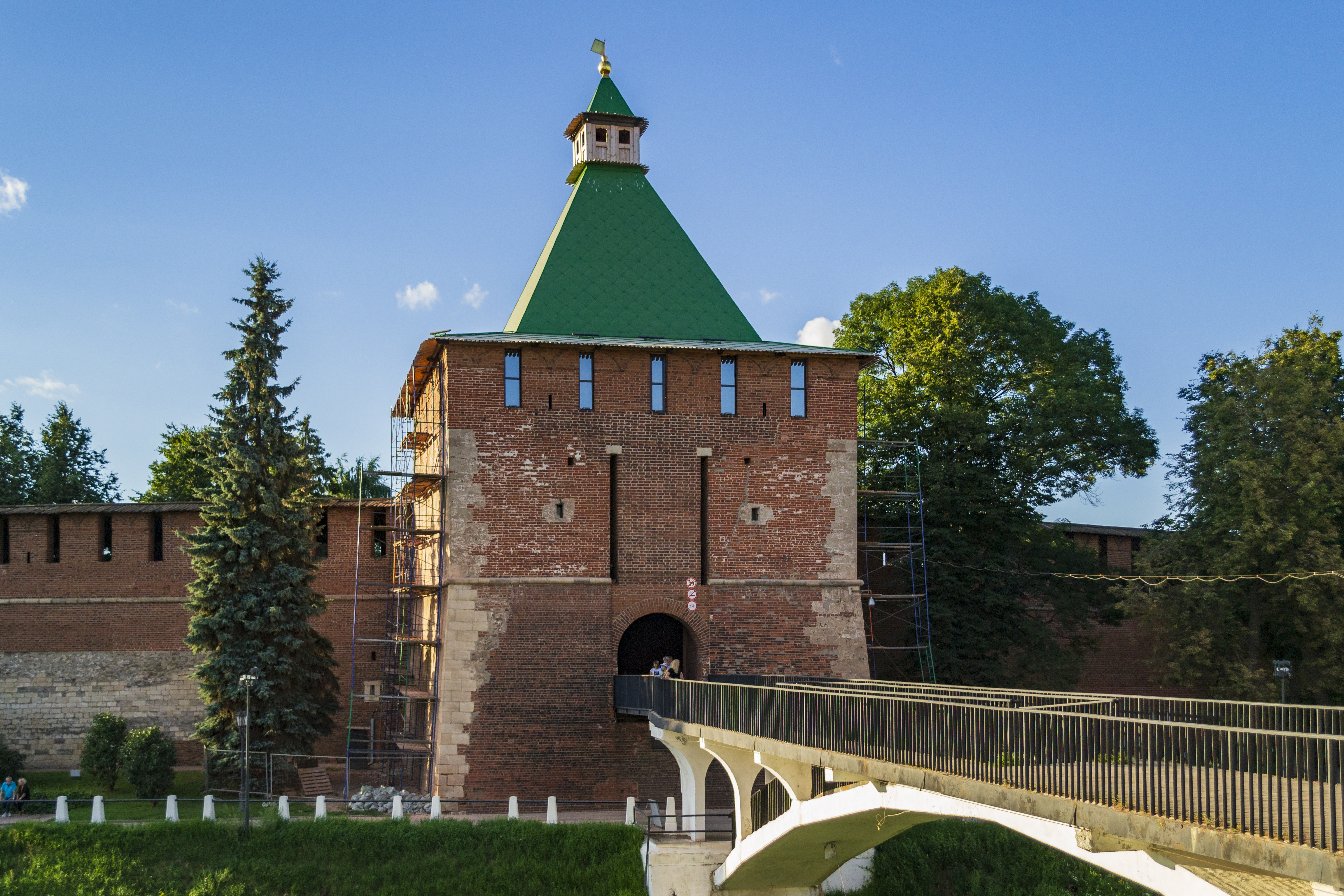
Torre de San Nicolás Nikol'skaya Никольская
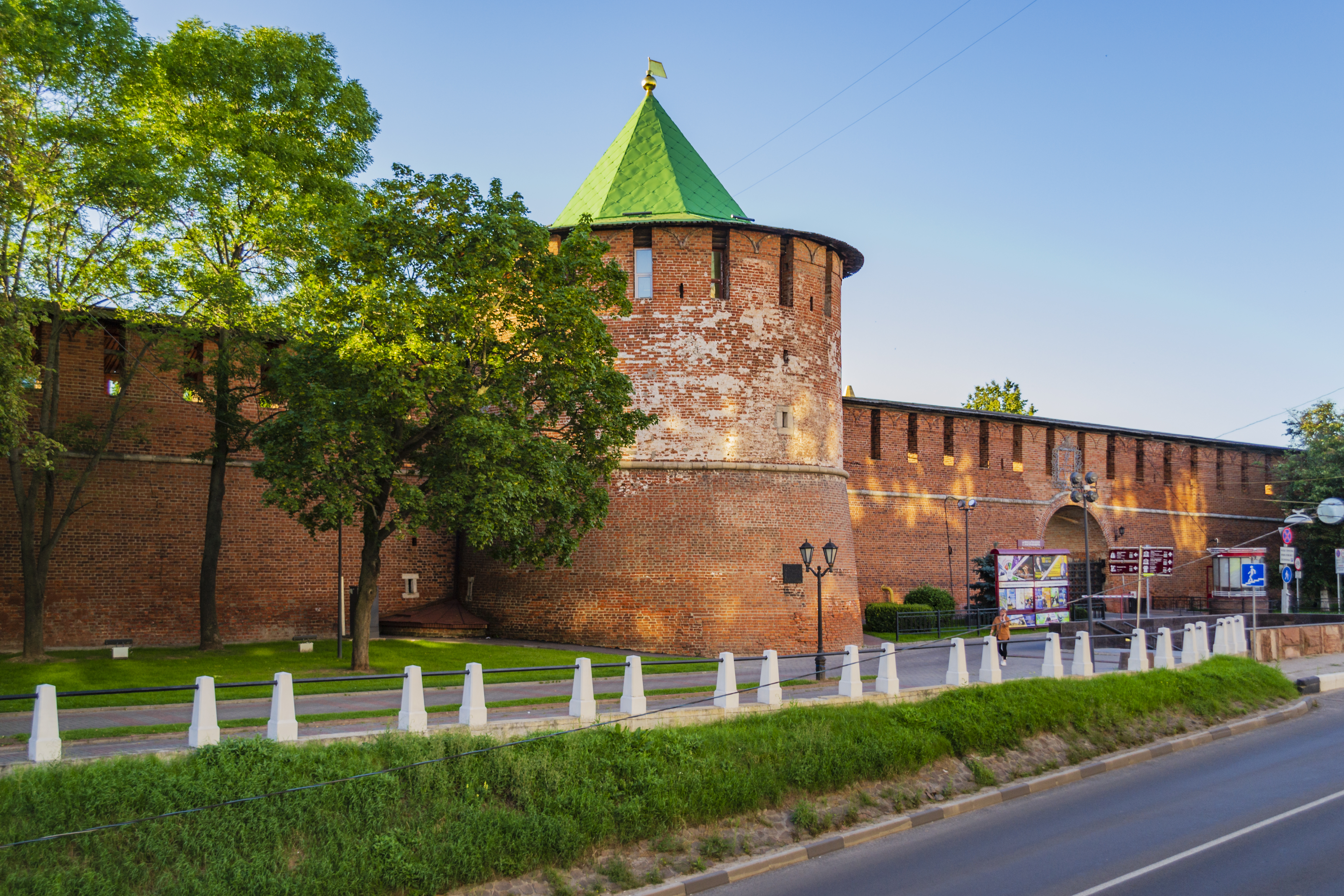
Torre Despensa Kladovaya Кладовая
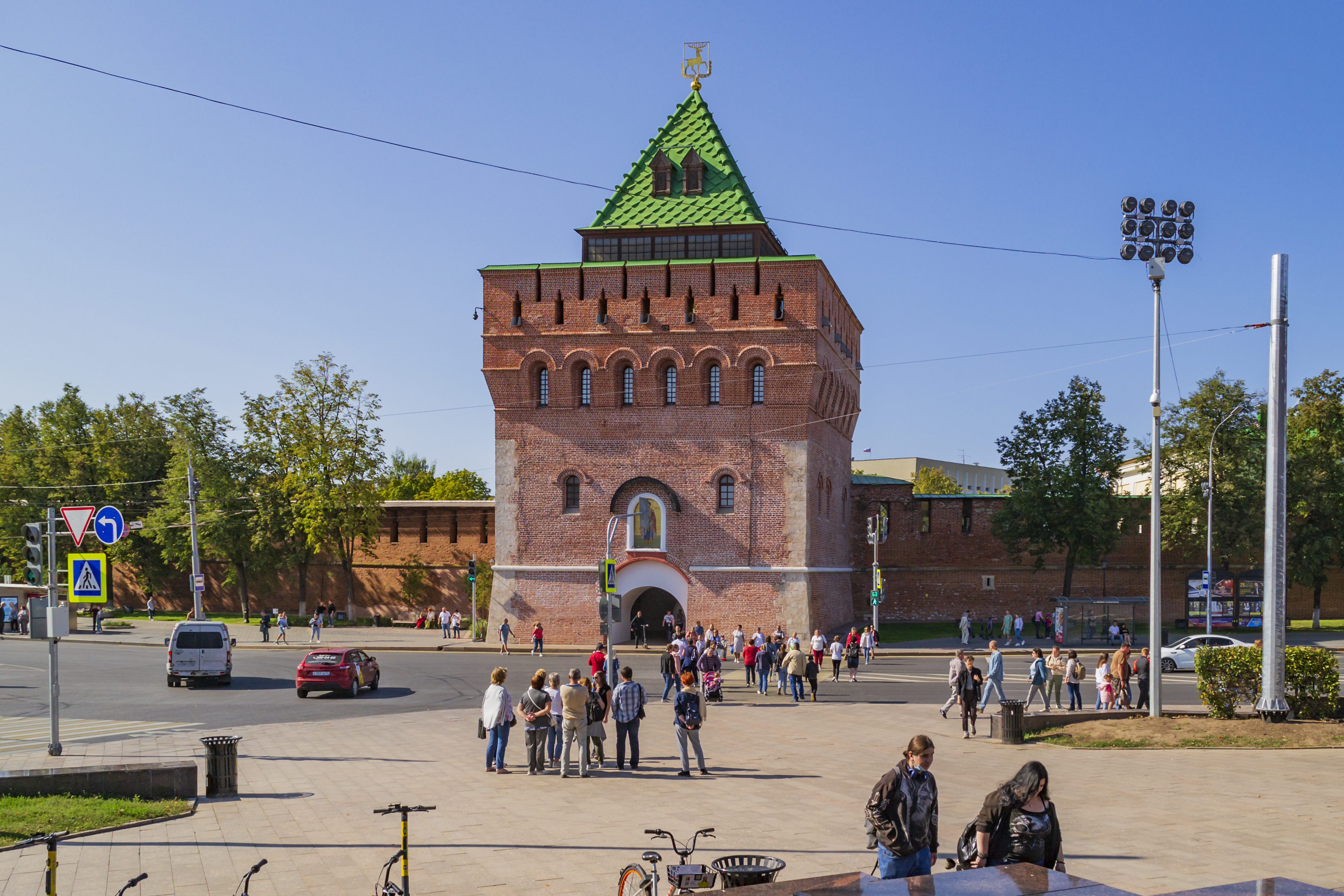
Torre de San Demetrio Dmitrovskaya Дмитровская
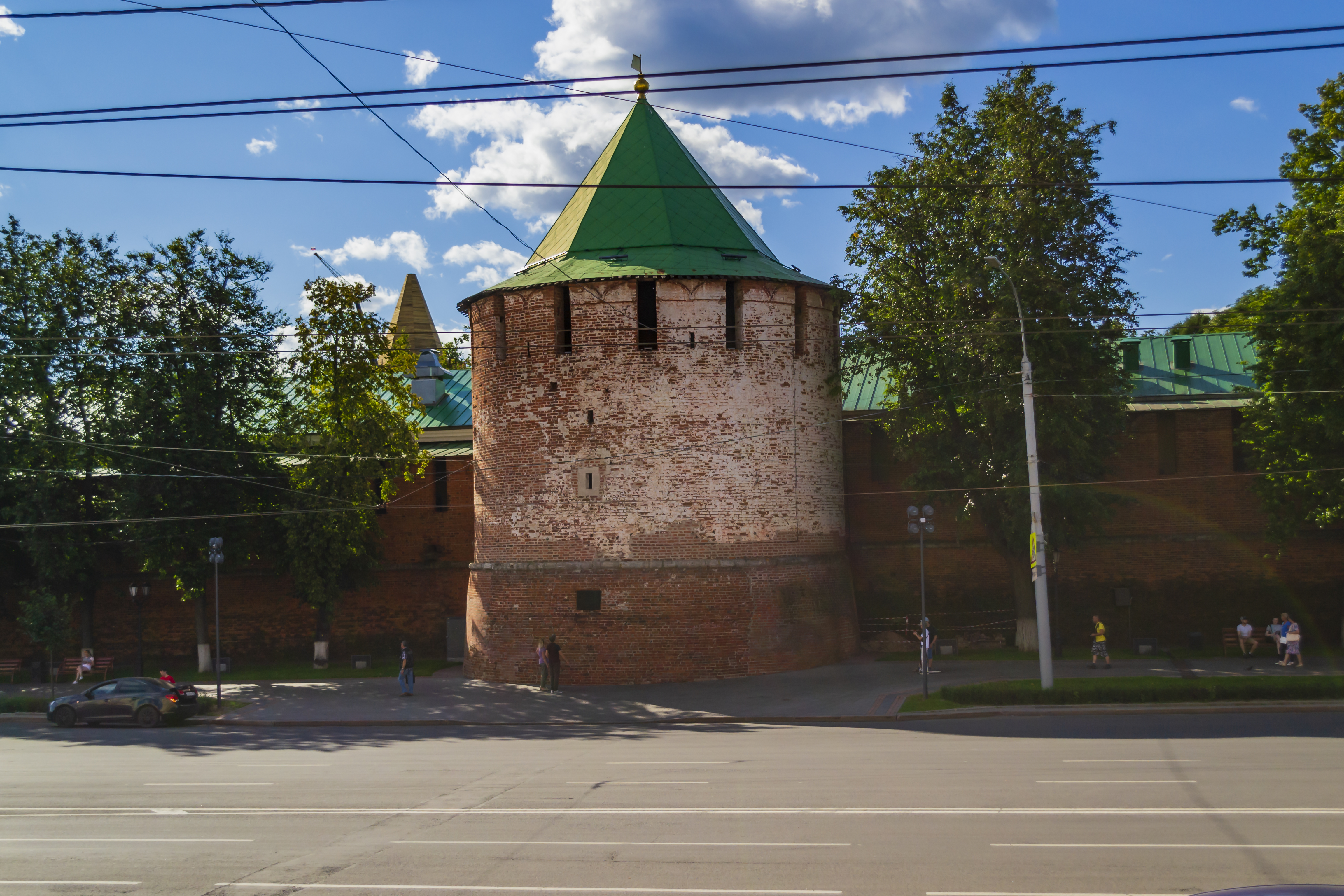
Torre de la Pólvora Porokhovaya Пороховая

## Otros edificios y construcciones

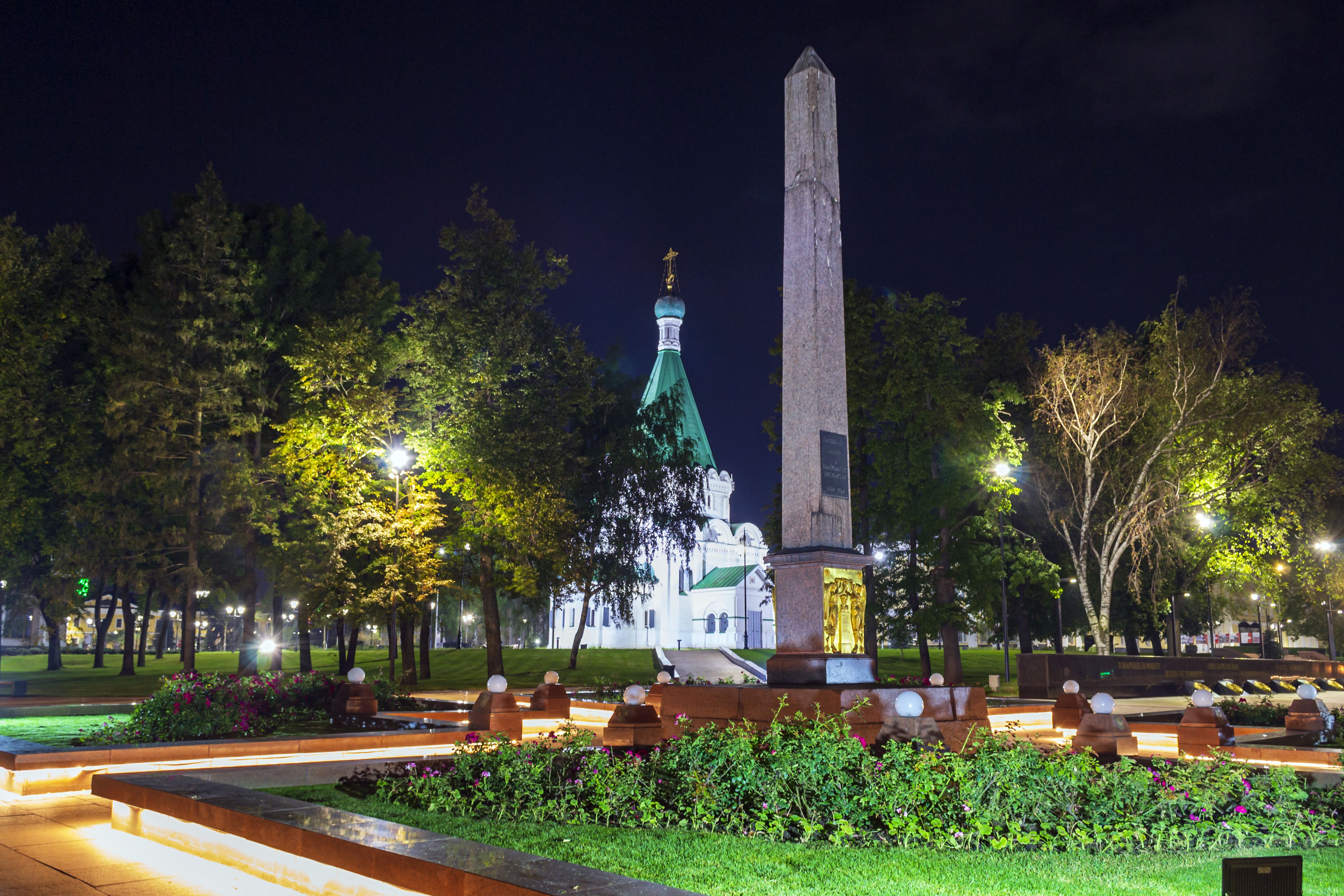
Obelisco a Minin y Pozharski y la Catedral del Arcángel Miguel

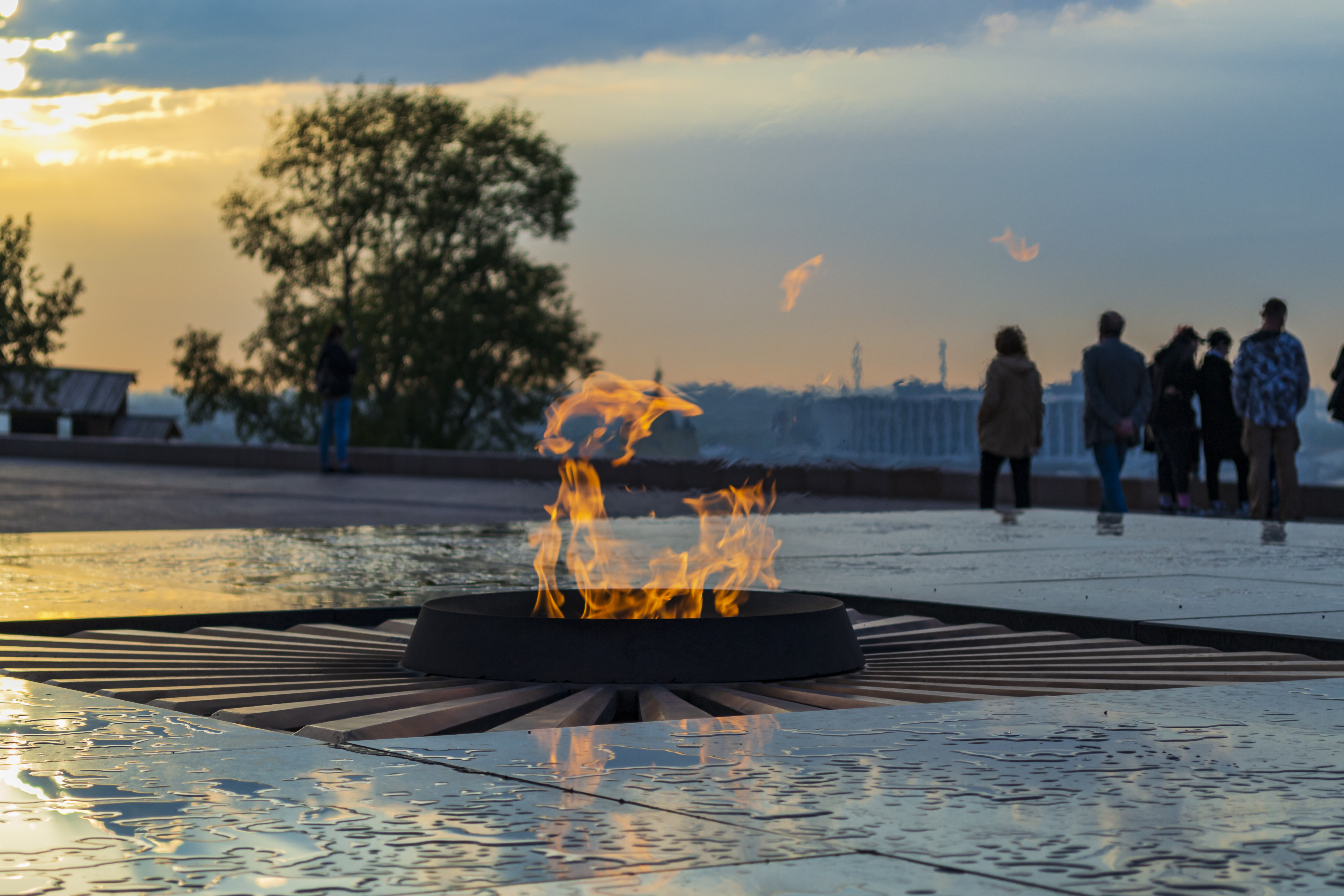
La llama eterna

En el Kremlin había muchas iglesias, pero en la actualidad solo se conserva la Catedral del Arcángel Miguel, construida a mediados del siglo XVI y reconstruida en 1628-1631, edificio más antiguo que sobrevive en el Kremlin. En la catedral está enterrado Kuzmá Minin. En 1828, frente a la Catedral del Arcángel se construyó el obelisco en honor a Kuzmá Minin y Dmitri Pozharski, diseñado por los arquitectos Melnikov y Martos.
Entre 1837 y 1841 se construyó la casa del gobernador militar (en la actualidad es un museo de arte), y entre 1840 y 1843 se construyó el Arsenal bajo la dirección de Nicolás I. En 1931, en el lugar de la Catedral de la Transfiguración se construyó la Casa de los Soviets, que es actualmente el Ayuntamiento de la ciudad. 
En 1965, cerca del obelisco de Minin y Pozharski se encendió una llama eterna y se creó un memorial en honor a los ciudadanos de Nizhni Nóvgorod que murieron en la Segunda Guerra Mundial.

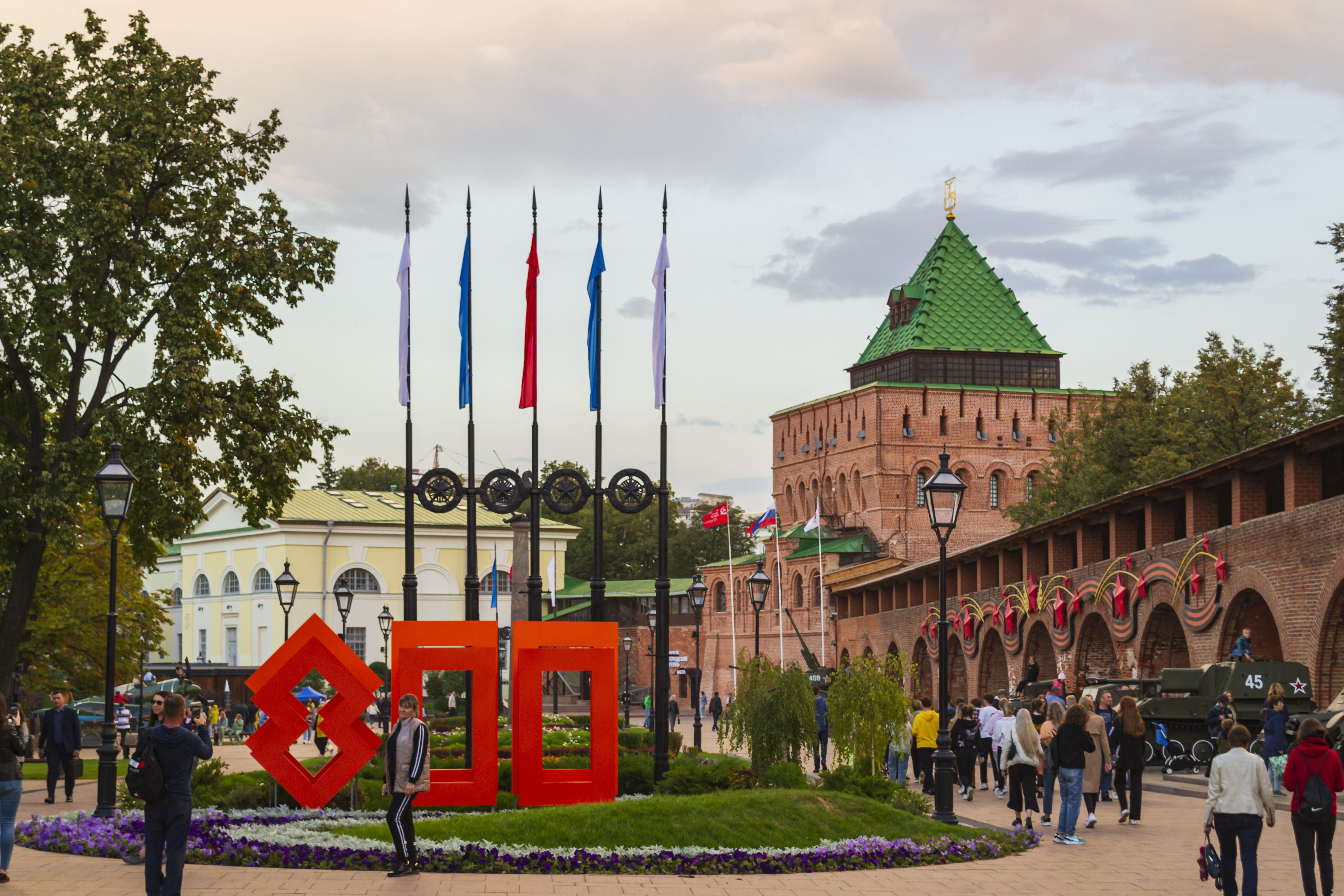
Memorial militar-patriótico “¡Gorki por el frente!”

Desde 1980, el memorial militar-patriótico “¡Gorky por el frente!” Ha sido ubicado en el territorio del Kremlin. Presenta el equipo militar que Gorki suministró al ejército soviético al Frente Oriental de la Segunda Guerra Mundial para combatir a las tropas nazis. A la entrada del monumento hay un letrero conmemorativo revestido con losas de granito. En una de las planchas está grabado el texto: “De generación en generación, se transmitirán palabras sobre quienes defendieron la Patria Soviética con armas en la mano en una época de terribles pruebas, y sobre quienes forjaron armas, quienes construyeron tanques y aviones, que cocinaban acero para proyectiles que, con sus hazañas laborales, eran dignos del valor militar de los soldados. Pravda, 8 de junio de 1942”. En otra losa de granito están grabadas las palabras: “Se han entregado al frente 2.360 tanques, 1.500 aviones, 9.000 cañones autopropulsados, 10.000 morteros. Las empresas de la ciudad produjeron vehículos de combate Katiusha y otro equipo militar”.
Además, en el territorio del monumento el 2 de julio de 2020, se erigió un monumento a los “Ciudadanos de Gorki - valientes trabajadores de la retaguardia” y la ciudad recibió el título de “Ciudad del valor laboral”.